# Bandera del estado Aragua
La bandera del estado Aragua (Venezuela) consiste en un campo dividido por cuatro secciones triangulares: la superior y la más baja son de color rojo, mientras que las demás son de color amarillo. El amarillo simboliza el clima tropical, que caracteriza al estado e igualmente la nobleza y la caridad. El rojo simboliza la fuerza, el valor, la fidelidad, la felicidad y el honor; también recuerda la sangre derramada por los héroes en su suelo en la época de la independencia de Venezuela. En su centro se encuentra el escudo de armas del estado. Se advierte que la versión del escudo de armas presente en la bandera de este estado es más moderna que la del Escudo de Armas formal.